# Radoslav Nesterović
Radoslav "Rašo" Nesterović (Ljubljana, Slovenija, 30. svibnja 1976.) slovenski je profesionalni košarkaš. Igra na poziciji centra, a trenutačno je član grčke momčadi Olympiakosa. Izabran je u 1. krugu (17. ukupno) NBA drafta 1998. od strane Milwaukee Bucksa.

## Rani život
Rođen je u Ljubljani i svoju košarkašku karijeru započeo je kao junior KK Geoplin Slovana. Poslije se odlučio na prelazak u redove KK Partizana gdje je također igrao u juniorskoj kategoriji.

## Europska karijera

### PAOK Solun B.C.
Zbog Domovinskog rata, preselio se u Grčku gdje je nastupao za PAOK. Za vrijeme dok je boravio u Grčkoj nastupao je pod imenom Radoslav Makris.

### KK Union Olimpija
U sezoni 1995./96. Nesterović se odlučio na povratak u domovinu. Igravši za KK Union Olimpiju u prvoj sezoni prosječno je postizao 17 poena i 14 skokova za 30 minuta na terenu. Iduće sezone KK Union Olimpija ostvarila je polufinale Eurolige zahvaljujući sjajnim igrama Radoslava Nesterovića. Tijekom Eurolige prosječno je postizao 14 poena i 8 skokova za 24 minute na terenu.

### Virtus Bologna
Nakon sjajnih igara u Olimpiji, mnogi europski klubovi su se zainteresirali za mladog Nesterovića. Nesterović se odlučio na odlazak u talijansku Virtus Bolognu. U prvoj sezoni prosječno je postizao 9 poena i 12 skokova. Međutim bio je puno uspješniji u Euroligi gdje je prosječno postizao 11.2 poena i 8.4 skokova te odveo svoju momčad do naslova. U finalu Eurolige postigao je 16 poena i 9 skokova.

## NBA karijera

### Minnesota Timberwolves
Izabran je kao 17. izbor NBA drafta 1998. od strane Minnesota Timberwolvesa. Za Timberwolvese igrao je četiri sezone, a najbolje statistike je imao u sezoni 2002./03. Prosječno je postizao 11.2 poena i 6.6 skokova te si time osigurao prelazak u San Antonio Spurse.

### San Antonio Spurs
U prvoj sezoni sa Spursima prosječno je postizao 8.7 poena i 7.7 skokova. Iduće sezone pretrpio je ozljedu zgloba što ga je ograničilo na samo 70 utakmica regularnog dijela. Unatoč tome ostao je startni centar i sa sunarodnjakom Benom Udrihom osvojio NBA naslov.

### Toronto Raptors
21. srpnja 2006. Nesterović je mijenjan u Raptorse uz nešto novca za Matta Bonnera, Erica Williamsa i izbor druge runde NBA drafta 2009. U prvoj sezoni s Raptorsima prosječno je postizao 6.2 poena, 4.5 skokova i 1 blokadu. 2. travnja 2008. u utakmici s Atlanta Hawksima Nesterović je pogodio prvu tricu u regularnom dijelu sezone u karijeri.

### Indiana Pacers
26. lipnja 2008. Nesterović je mijenjan u Pacerse zajedno s T. J. Fordom, Maceom Bastonom i 17. izborom NBA drafta 2008. (Roy Hibbert) za Jermainea O'Neala i 41. izbor NBA drafta 2008. (Nathan Jawai). Ova zamjena službeno je objavljena 9. srpnja 2008. Na kraju sezone proširile su se glasine o Nesterovićevom odlasku u Wizardse ali kako stvari stoje dogovor još nije postignut.

### Povratak u Raptorse
26. srpnja 2009. Nesterović je potpisao jednogodišnji ugovor vrijedan 1,9 milijuna dolara za Toronto Raptorse.

## Povratak u Europu
Nakon sezone 2009./10., Nesterović se, kako je već i ranije najavljivao, odlučio vratiti u Europu te je potpisao dvogodišnji ugovor za grčki Olympiakos.

## Reprezentacija
Nesterović je nastupajući za slovensku reprezentaciju ostvario nekoliko uspjeha. Pomogao je momčadi u ostvarenju šestog mjesta tijekom Europskog prvenstva u Srbiji i Crnoj Gori 2005. godine te kvalifikaciju na Svjetsko prvenstvo u Japanu 2006. godine. Tijekom Europskog prvenstva u Srbiji i Crnoj Gori 2005. godine prosječno je postizao 16 poena i 7 skokova za 21 minutu na terenu. 2008. odlučio je napustiti mjesto kapetana momčadi i više ne nastupati za slovensku reprezentaciju.

## NBA statistika

### Regularni dio
| Godina    | Klub        | Odig. uta. | Uta. poč. | Min. | 2P%  | 3P%  | Sl. bac.% | Skok. | Asist. | Ukr. lop. | Blok. | Poena |
| --------- | ----------- | ---------- | --------- | ---- | ---- | ---- | --------- | ----- | ------ | --------- | ----- | ----- |
| 1998./99. | Minnesota   | 2          | 0         | 15.0 | .250 | .000 | 1.000     | 4.0   | .5     | .0        | .0    | 4.0   |
| 1999./00. | Minnesota   | 82         | 55        | 21.0 | .476 | .000 | .573      | 4.6   | 1.1    | .3        | 1.0   | 5.7   |
| 2000./01. | Minnesota   | 73         | 39        | 16.9 | .461 | .000 | .523      | 3.9   | .6     | .3        | .9    | 4.5   |
| 2001./02. | Minnesota   | 82         | 82        | 27.0 | .493 | .000 | .549      | 6.5   | .9     | .6        | 1.3   | 8.4   |
| 2002./03. | Minnesota   | 77         | 77        | 30.4 | .525 | .000 | .642      | 6.5   | 1.5    | .5        | 1.5   | 11.2  |
| 2003./04. | San Antonio | 82         | 82        | 28.7 | .469 | .000 | .474      | 7.7   | 1.4    | .6        | 2.0   | 8.7   |
| 2004./05. | San Antonio | 70         | 70        | 25.5 | .460 | .000 | .467      | 6.6   | 1.0    | .4        | 1.7   | 5.9   |
| 2005./06. | San Antonio | 80         | 51        | 18.9 | .515 | .000 | .600      | 3.9   | .4     | .3        | 1.1   | 4.5   |
| 2006./07. | Toronto     | 80         | 73        | 21.0 | .546 | .000 | .680      | 4.5   | .9     | .5        | 1.0   | 6.2   |
| 2007./08. | Toronto     | 71         | 39        | 20.9 | .550 | .333 | .755      | 4.8   | 1.2    | .3        | .7    | 7.8   |
| 2008./09. | Indiana     | 70         | 19        | 17.3 | .513 | .000 | .781      | 3.4   | 1.6    | .4        | .5    | 6.8   |
| Ukupno    |             | 769        | 587       | 22.8 | .501 | .077 | .588      | 5.3   | 1.1    | .4        | 1.1   | 7.0   |

### Doigravanje
| Godina    | Klub        | Odig. uta. | Uta. poč. | Min. | 2P%  | 3P%   | Sl. bac.% | Skok. | Asist. | Ukr. lop. | Blok. | Poena |
| --------- | ----------- | ---------- | --------- | ---- | ---- | ----- | --------- | ----- | ------ | --------- | ----- | ----- |
| 1998./99. | Minnesota   | 3          | 0         | 9.7  | .500 | .000  | .000      | 2.3   | 1.0    | .0        | .0    | 2.7   |
| 1999./00. | Minnesota   | 4          | 4         | 31.5 | .440 | .000  | .500      | 3.3   | 1.5    | .8        | 1.8   | 6.3   |
| 2000./01. | Minnesota   | 4          | 2         | 12.3 | .385 | .000  | .000      | 3.0   | .8     | .2        | .8    | 2.5   |
| 2001./02. | Minnesota   | 3          | 3         | 30.7 | .484 | .000  | .444      | 6.7   | 1.0    | .3        | .0    | 11.3  |
| 2002./03. | Minnesota   | 6          | 6         | 28.2 | .500 | .000  | .667      | 5.0   | .7     | .2        | .7    | 7.0   |
| 2003./04. | San Antonio | 10         | 10        | 26.1 | .433 | .000  | .167      | 5.5   | 1.0    | .3        | 1.1   | 5.9   |
| 2004./05. | San Antonio | 15         | 0         | 7.6  | .417 | .000  | .000      | 1.7   | .1     | .1        | .3    | .7    |
| 2005./06. | San Antonio | 9          | 1         | 12.7 | .579 | 1.000 | 1.000     | 3.3   | .1     | .2        | .6    | 2.8   |
| 2006./07. | Toronto     | 5          | 4         | 14.2 | .467 | .000  | 1.000     | 4.6   | .6     | .0        | .4    | 3.4   |
| 2007./08. | Toronto     | 5          | 2         | 15.4 | .500 | .000  | .500      | 2.6   | .6     | .2        | .4    | 4.6   |
| Ukupno    |             | 64         | 32        | 17.2 | .468 | .500  | .500      | 3.6   | .6     | .2        | .6    | 4.0   |

## Vanjske poveznice
- Službena stranica
- Profil na NBA.com
- Profil  Arhivirana inačica izvorne stranice od 26. studenoga 2015. (Wayback Machine) na Basketball-Reference.com